# 500 miles d'Indianapolis 1963

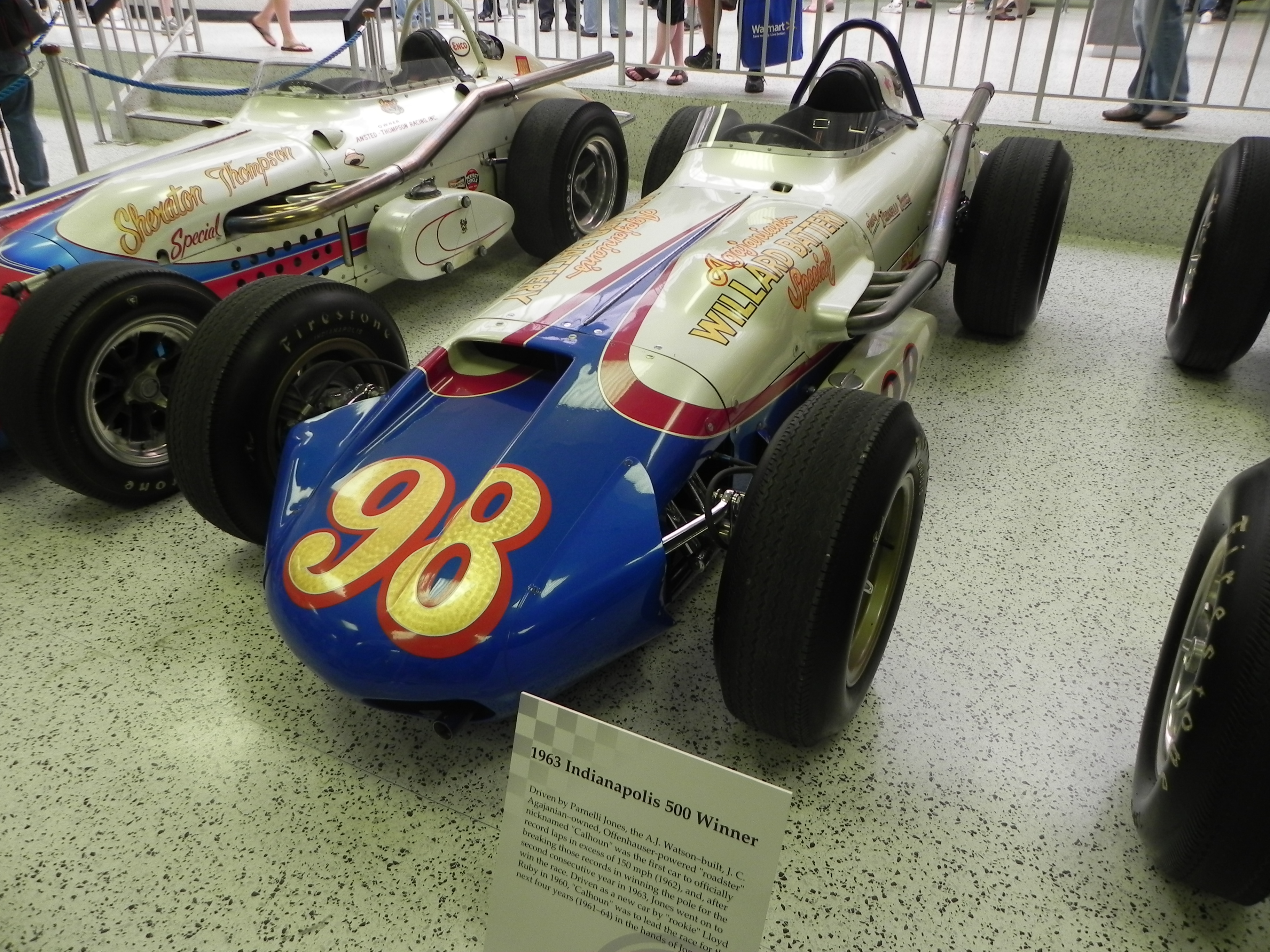
La Watson-Offenhauser de Parnelli Jones, victorieuse de l'édition 1963 des 500 miles d'Indianapolis.

Les 500 miles d'Indianapolis 1963, courus sur l'Indianapolis Motor Speedway et organisés le jeudi 30 mai 1963, ont été remportés par le pilote américain Parnelli Jones sur une Watson-Offenhauser

## Grille de départ
| Ligne | Intérieur       | Milieu            | Extérieur      |
| 1     | Parnelli Jones  | Jim Hurtubise     | Don Branson    |
| 2     | Rodger Ward     | Jim Clark         | Jim McElreath  |
| 3     | Bobby Marshman  | A. J. Foyt        | Paul Goldsmith |
| 4     | Eddie Sachs     | Chuck Hulse       | Dan Gurney     |
| 5     | Allen Crowe     | Roger McCluskey   | Duane Carter   |
| 6     | Bobby Unser     | Dick Rathmann     | Bob Christie   |
| 7     | Lloyd Ruby      | Bobby Grim        | Eddie Johnson  |
| 8     | Chuck Stevenson | Art Malone        | Bob Veith      |
| 9     | Bud Tingelstad  | Johnny Rutherford | Johnny Boyd    |
| 10    | Elmer George    | Jim Rathmann      | Dempsey Wilson |
| 11    | Al Miller II    | Ebb Rose          | Troy Ruttman   |

La pole a été réalisée par Parnelli Jones à la moyenne de 243,257 km/h. Il s'agit également du meilleur temps des qualifications.

## Classement final
| no | Pilote                | Voiture                 | Tours | Temps/Abandon      |
| 1  | Parnelli Jones        | Watson-Offenhauser      | 200   | 3 h 29 min 35 s 20 |
| 2  | Jim Clark (R)         | Lotus-Ford              | 200   |                    |
| 3  | A. J. Foyt            | Trevis-Offenhauser      | 200   |                    |
| 4  | Rodger Ward           | Watson-Offenhauser      | 200   |                    |
| 5  | Don Branson           | Watson-Offenhauser      | 200   |                    |
| 6  | Jim McElreath         | Watson-Offenhauser      | 200   |                    |
| 7  | Dan Gurney            | Lotus-Ford              | 200   |                    |
| 8  | Chuck Hulse           | Ewing-Offenhauser       | 200   |                    |
| 9  | Al Miller II (R)      | Thompson-Chevrolet      | 200   |                    |
| 10 | Dick Rathmann         | Watson-Offenhauser      | 200   |                    |
| 11 | Dempsey Wilson        | Kuzma-Offenhauser       | 200   |                    |
| 12 | Troy Ruttman          | Kuzma-Offenhauser       | 200   |                    |
| 13 | Bob Christie          | Christensen-Offenhauser | 200   |                    |
| 14 | Ebb Rose              | Watson-Offenhauser      | 200   |                    |
| 15 | Roger McCluskey       | Watson-Offenhauser      | 198   | accident           |
| 16 | Bobby Marshman        | Epperly-Offenhauser     | 196   | suspension         |
| 17 | Eddie Sachs           | Watson-Offenhauser      | 181   | accident           |
| 18 | Paul Goldsmith        | Watson-Offenhauser      | 149   | mécanique          |
| 19 | Lloyd Ruby            | Watson-Offenhauser      | 126   | accident           |
| 20 | Eddie Johnson         | Watson-Offenhauser      | 112   | accident           |
| 21 | Chuck Stevenson       | Watson-Offenhauser      | 110   | moteur             |
| 22 | Jim Hurtubise         | Kurtis Kraft-Novi       | 102   | fuite d'huile      |
| 23 | Duane Carter          | Thompson-Chevrolet      | 100   | mécanique          |
| 24 | Jim Rathmann          | Watson-Offenhauser      | 99    | mécanique          |
| 25 | Bobby Grim            | Trevis-Offenhauser      | 79    | fuite d'huile      |
| 26 | Bob Veith             | Porter-Offenhauser      | 74    | moteur             |
| 27 | Allen Crowe           | Trevis-Offenhauser      | 47    | accident           |
| 28 | Bud Tingelstad        | Epperly-Offenhauser     | 46    | accident           |
| 29 | Johnny Rutherford (R) | Watson-Offenhauser      | 43    | transmission       |
| 30 | Elmer George          | Lesovsky-Offenhauser    | 21    | tenue de route     |
| 31 | Art Malone (R)        | Kurtis-Novi             | 18    | embrayage          |
| 32 | Johnny Boyd           | Epperly-Offenhauser     | 12    | fuite d'huile      |
| 33 | Bobby Unser (R)       | Kurtis-Novi             | 2     | accident           |

Un (R) indique que le pilote était éligible au trophée du "Rookie of the Year" (meilleur débutant de l'année), attribué à Jim Clark.

## À noter
- Deux ans après une prestation moyennement convaincante de Jack Brabham sur Cooper, le constructeur Lotus (avec son pilote fétiche Jim Clark, ainsi que Dan Gurney) s'inscrit à son tour à l'épreuve avec une monoplace à moteur arrière. C'est le début de ce que les historiens de l'Indy 500 appellent la "British Invasion".
- Parnelli Jones gagne dans la polémique: victime d'une fuite d'huile en fin de course alors qu'il est en tête, il échappe au drapeau noir synonyme de retour obligatoire aux stands que la direction de course brandit normalement à un pilote dont la voiture présente un danger pour les autres concurrents. Clark, qui termine deuxième derrière Jones après avoir été obligé de rester à distance pour éviter les projections d'huile accepte le dénouement avec fair-play. Moins diplomate, son patron Colin Chapman y voit quant à lui une volonté délibérée de l'organisation d'éviter que la victoire ne revienne à des étrangers.

## Sources
- (en) Résultats complets sur le site officiel de l'Indy 500